# Авдо Хасанбеговић
Авдо Хасанбеговић (Автовац, 1888 – Београд, 1945) био је српски правник, доктор правних наука и политичар, подбан Дринске бановине, министар без портфеља Краљевине Југославије у првој и другој влади Петра Живковића (1931–1932), посланик и потпредседник Народне скупштине Краљевине Југославије (1934–1935), као и председник Гајрета (1923–1941).

## Биографија

### Образовање и Први светски рат
Рођен је 1888. године у Автовцу, у породици Срба муслимана. Студије права је започео у Бечу, а докторирао на Свеучилишту у Загребу. Као студент докторских студија (lat. candidatus/candidata juris) је био потпредседник Српског академског потпорног друштва, изабран 14. новембра 1912. године. Мобилисан је 1916. године за Први светски рат као аустроугарски војник и упућен на Галицијски фронт, где је пребегао руској царској војсци и придружио се Српској добровољачкој дивизији у Одеси.

### Политичка каријера
Након рата, Шериф Арнаутовић и Хасанбеговић су били уредници часописа "Домовина", који је излазио од 1920. до 1922. године у Сарајеву. Покушао је да оснује нову политичку странку Срба муслимана, као противтежу Југословенској муслиманској организацији др Мехмеда Спаха. Од 1923. до 1941. године је био председник Српског муслиманског просвјетно-културног друштва Гајрет и из тог времена му припада заслуга за образовање преко 1500 ђака и студената муслимана из Босне и Херцеговине, који су прошли кроз седам Гајретових интерната.
Постављен је за подбана Дринске бановине у октобру 1929. године. У првој и другој влади Петра Живковића, од 2. септембра 1931. до 5. јануара 1932. године, обављао је дужност министра без портфеља. На парламентарним изборима 1931. године, као кандидат Југословенске националне странке у тузланском срезу, изабран је за народног посланика, а потом и потпредседник Народне скупштине Краљевине Југославије.
Живео је у Београду до смрти 1945. године.